# Ethnolekt
Ethnolekt (von griech. ἔθνος éthnos „Volk“ und λέγειν légein „sprechen“, vgl. Lekt) ist ein Sammelbegriff für sprachliche Varianten bzw. Sprechstile, die von Sprechern einer ethnischen (eigentlich: sprachlichen) Minderheit in einem bestimmten Sprachraum verwendet und als für sie typisch eingestuft werden. Einen einheitlichen Ethnolekt, den alle Menschen mit derselben sprachlich-ethnischen Herkunft in einem Land sprechen, gibt es allerdings nicht: „Es gibt vielerlei Ethnolektales, es gibt aber keinen Ethnolekt“ (Jannis Androutsopoulos). Ein Ethnolekt ist eine Sonderform eines Soziolekts. Ein bekannter deutscher Jargon, der als Ethnolekt bezeichnet wurde, ist Kiezdeutsch.

## Ursachen für die Entstehung von Ethnolekten
Ethnolekte entstehen zunächst dadurch, dass Migranten Probleme mit der Sprache des Landes haben, die die Mehrheit der Einwohner im Zuzugsland spricht. Typisch für kürzlich Eingewanderte sind Probleme mit der Aussprache, ein kleiner Wortschatz, unidiomatische Formulierungen sowie die nur rudimentäre Beherrschung der Grammatik der Zielsprache. Derartige Ausdrucksweisen von Sprachlernern auf niedrigem Niveau (Beispiel: „Ich nix Arbeit“ statt „Ich bin arbeitslos“) werden Pidgin-Sprache genannt.
Ethnolekte sind aber (wenn überhaupt) nicht nur auf eine unzulängliche Beherrschung der Zielsprache zurückzuführen, zumal viele Ethnolekt-Sprecher das „Pidgin-Niveau“ eines Sprachanfängers längst hinter sich gelassen haben, oft auch bereits in dem Aufnahmeland geboren sind. Dass viele Ethnolekt-Sprecher durchaus in der Lage sind, die Normen der Standardsprache einzuhalten, erkennt man z. B. an Formulierungen wie „Isch heirate mit ihr“': Der Sprecher weiß, dass „mit“ mit dem Dativ gebildet wird und dass „ihr“ die Dativ-Form von „sie“ ist. Viele Ethnolekt-Sprecher können, wenn dies von ihnen erwartet wird, annähernd lautreine Wörter sprechen, korrekt gebaute Sätze konstruieren und bewusst auf die Benutzung von Wörtern verzichten, die als anstößig empfunden werden. Ihr Verhalten ist mit dem von Dialekt-Sprechern vergleichbar, die ebenfalls gelernt haben, sich auch in der Standardsprache (hier: der Hochsprache) zu artikulieren. Im Laufe ihrer Schulzeit lernen viele Migrantenkinder und -jugendliche ethnolektale Formen und Standardformen situativ und kontextspezifisch einzusetzen. Es konnte bewiesen werden, dass diese Jugendlichen auf der grammatischen, lexikalischen und diskursiven Ebene über standardnahes Deutsch verfügen. Allerdings gelingt das „Code-Switching“ in die Standardsprache nicht allen Ethnolekt-Sprechern.

### Ethnolekt und Akzent
Menschen, die eine Sprache nicht als Muttersprache erlernt haben, neigen auch nach längerem Gebrauch der Zielsprache dazu, andere Sprachen mit Akzent auszusprechen, d. h. die Laute der Zielsprache und deren Sprachmelodie der Aussprache in ihrer Muttersprache anzupassen. In allen Ethnolekten werden bestimmte Phoneme der Zielsprache systematisch abweichend ausgesprochen, und zwar auch dann, wenn der Sprecher den Laut produzieren kann.

### Vereinfachung der Grammatik
Alle lebenden Sprachen sind von Sprachwandel betroffen. Im Zweitspracherwerb werden häufig nicht alle Feinheiten des grammatischen Systems korrekt erkannt; es besteht ein Trend zur Vereinfachung der Grammatik (Deklination, Konjugation …), da diese  „Kodierungsenergie frisst, die woanders viel dringender gebraucht wird, beispielsweise um Defizite im Wortschatz auszugleichen“ (Uwe Hinrichs). Die „Lockerung grammatischer Restriktionen“ der Standardsprache:S. 40 ist oftmals ein Akt der Rebellion.

## Primärer, sekundärer und tertiärer Ethnolekt
Die Kategorie Ethnolekt wurde von Peter Auer hinsichtlich ihrer medialen Darstellung in drei Unterkategorien eingeteilt:
1. primärer Ethnolekt: die gleichsam originale Sprechweise einer ethnischen Minderheit;
2. sekundärer Ethnolekt: die von den Medien aufgegriffene, oft als Stilmittel von Komikern benutzte, den primären Ethnolekt nur nachahmende und insofern gleichsam literarisierte Sprechweise (z. B. Mundstuhl, Erkan und Stefan oder Taxi Sharia, siehe sekundärer Foreigner Talk als Wiedergabe gebrochener Sprechweise);
3. tertiärer Ethnolekt: die Sprechweise von Personen, die den ihnen medial vermittelten sekundären Ethnolekt in ihre eigene Sprechweise übernommen haben, ohne selbst Kontakt zu Sprechern des primären Ethnolekts zu haben (eine Form des Crossing).[5]

Durch die Übernahme ethnolektaler Ausdrucksweisen durch anders-ethnische Sprecher, insbesondere durch Muttersprachler der Zielsprache besteht eine Tendenz zur „De-Ethnisierung“ von Ethnolekten. Ein methodisches Problem besteht für Hörer und Sprachforscher, die empirische Daten über Ethnolekte erheben wollen, darin, dass sie es häufig nicht mitbekommen, ob es sich bei der Sprechweise konkreter Sprecher um einen primären Ethnolekt oder um dessen Parodie handelt.

## Ethnolekte in der deutschen Sprache
In der deutschen Sprache wird aufgrund diverser Besonderheiten ethnolektaler Sprechweisen die nicht-deutsche Abstammung des Sprechers erkennbar, sofern dieser einen primären Ethnolekt spricht und nicht nur Ethnolekt-Sprecher nachahmt.
Hierbei kommen einige Charakteristika durchgängig und andere nur vereinzelt vor.
Durchgängig kommen vor:
1. Wegfall von Präposition und Artikel in Lokal- und Richtungsangaben (z. B. ich geh toilette oder ich geh kino)
2. Vereinfachung der Deklination und der Konjugation (z. B. er empfehlt), vor allem durch Weglassung oder Abschwächung von Endungen (z. B. von meinen Gegner statt von meinem Gegner oder von meinen Gegnern)
3. Generalisierung des Verbs 'machen'
4. Verwendung von Formeln wie ich schwör zur Bestätigung
5. Verwendung von Formen aus einer anderen Sprache zur Anrede, zur Beschimpfung, als Interjektionen und Diskursmarker (z. B. lan, moruk)
6. eine spezielle Art der Vermittlung von Inhalten, die nur einen geringen Teil der mitgeteilten Informationen expliziert
7. reichhaltige prosodisch-phonetische Merkmale
8. Koronalisierung des palatalen Frikativs (ch-->sch)

Gelegentlich kommen vor:
1. Ausfall des Artikels in Nominal- und Präpositionalphrasen
2. von der Standardsprache abweichende Genuswahl, z. B. der Opfer
3. von der Standardsprache abweichende Objektbildung, z. B. isch heirate mit ihr
4. von der Standardsprache abweichende Wortstellung, z. B. hab isch geseh’n mein Kumpel

## Ethnolekte in anderen Zielsprachen
„Kiezsprachen“ gibt es nicht nur im deutschsprachigen Raum. In Europa gibt es u. a. das „Rinkebysvenska“ (in Schweden), den „Copenhagen multiethnolect“ (in Dänemark) und den „Straattaal“ (in den Niederlanden).:S. 10ff.

## Bewertung des Ethnolektgebrauchs
Einerseits stärken Ethnolekte den Zusammenhalt von Gruppen, die diese Varietäten benutzen. Bei Außenstehenden lösen sie allerdings oftmals Vorurteile aus. So reagiert in dem Buch Chill mal, Frau Freitag ein Busfahrer auf den Ethnolekt von „Emre“, einem Neuntklässler mit einer „bio-deutschen Mutter“ (Original-Formulierung im Text), mit der Frage: „Verstehst du Deutsch? Bist du der deutschen Sprache mächtig?“
Wenn Ethnolekte als „Ghettoslang“ oder „Migrantenslang“ bezeichnet werden, dann handelt es sich İnci Dirim zufolge um einen Fall von Linguizismus, d. h. um „eine spezielle Form des Rassismus […], bei der Menschen auf Grund ihrer Sprache oder eines Akzents ausgegrenzt werden“. Ethnolekte hätten nichts Komisches an sich. Sie seien im Falle von Ethnolekten der deutschen Sprache „Adaptionsformen des Deutschen durch MigrantInnen und Zeichen für Zugehörigkeit zu deutschsprachigen Umgebungen. Ethnolekte zeigen, dass das Deutsche nicht bloß ergänzend übernommen, sondern kreativ angeeignet wird und in einem Zusammenhang mit den bereits beherrschten Sprachen steht. Ethnolekten sollte dieselbe Akzeptanz und Wertschätzung entgegengebracht werden, wie sie für Dialekte gefordert wird“, meint Dirim.
Sprachpfleger lehnen die von Hinrichs beschriebene Entwicklung als „Sprachverfall“ ab. Auch wird zur Bewertung von Ethnolekten gelegentlich die Kategorie des „restringierten Codes“ benutzt, die von dem Soziolinguisten Basil Bernstein als Bezeichnung für die „defizitäre“ Sprache der englischen Unterschicht eingeführt wurde.
Jürgen Trabant kritisiert sowohl die „romantische“ Faszination gegenüber Ethnolekten, die von ihren Verteidigern zu „volkstümlichen Dialekten“ erklärt würden, als auch die pauschale Ablehnung von Ethnolekten. Die eigentliche Gefahr für die deutsche Standardsprache bestehe darin, dass sie zu einem „Soziolekt der Modernisierungsverlierer“ werde, indem die englische Sprache immer mehr die deutsche ersetze.